# Зутфелд
Зутфелд (њем. Suthfeld) општина је у њемачкој савезној држави Доња Саксонија. Једно је од 38 општинских средишта округа Шаумбург. Према процјени из 2010. у општини је живјело 1.507 становника. Посједује регионалну шифру (AGS) 3257036.

## Географски и демографски подаци
Зутфелд се налази у савезној држави Доња Саксонија у округу Шаумбург. Општина се налази на надморској висини од 56 метара. Површина општине износи 5,1 km². У самом мјесту је, према процјени из 2010. године, живјело 1.507 становника. Просјечна густина становништва износи 298 становника/km².